# Reevesia botingensis
Reevesia botingensis är en malvaväxtart som beskrevs av Hsiang Hao Hsue. Reevesia botingensis ingår i släktet Reevesia och familjen malvaväxter. Inga underarter finns listade i Catalogue of Life.